# 毡毛紫菀
毡毛紫菀（学名：Aster velutinosus）为菊科紫菀属的植物，为中国的特有植物。分布在中国大陆的广西等地，生长于海拔200米的地区，多生长于山坡灌丛，目前已由人工引种栽培。